# شاطئ شيفينينجن في الطقس العاصف
لوحة "شاطئ سخيفنينغن في الطقس العاصف"، والمعروفة أيضًا باسم "منظر البحر في سخيفنينغن" (بالهولندية: Zeegezicht bij Scheveningen)، هي إحدى اللوحات الزيتية المبكرة التي رسمها الفنان فنسنت فان جوخ. تم رسمها في سخيفنينغن بالقرب من لاهاي في أغسطس عام 1882. تُعرض اللوحة في متحف فان جوخ في أمستردام.

## وصف
بدأ فان جوخ رسم لوحاته الأولى في ديسمبر 1881 تحت إشراف أنطون موفه، زوج ابنة عمه أرييت (جيت) صوفيا جينيت كاربنتوس. وقد أُنجزت هذه اللوحة خلال محاولته الثانية للرسم في أغسطس 1882.
تُظهر اللوحة شاطئ سخيفنينغن على ساحل بحر الشمال، على بعد بضعة أميال من لاهاي، خلال يوم عاصف في 21 أو 22 أغسطس 1882. تم رسمها بسرعة في الهواء الطلق على حامل لوحات على الشاطئ، حيث كان الرياح تعصف بالرمال وكادت أن تسقط فان جوخ عن قدميه. ورغم محاولته إزالة معظم الرمال العالقة في الطلاء الرطب، إلا أن بعضها لا يزال مرئيًا.
تعكس اللوحة أسلوبًا انطباعيًا للمناظر البحرية ذات الطابع الرمادي المميز لمدرسة لاهاي الفنية، مثل لوحة "بانوراما سخيفنينغن" لهندريك ميسداغ عام 1881. يتكون التكوين من ثلاثة مناطق أفقية: السماء الرمادية الملبدة بالغيوم الداكنة المتحركة، البحر ذو اللون الرمادي المخضر مع خطوط من الأمواج البيضاء المتلاطمة، والشاطئ والكثبان الرملية بألوان البني والبرتقالي والأصفر والأخضر.
يظهر في اللوحة عدد من الأشخاص على الشاطئ، من بينهم بعض بائعات السمك مرتديات أغطية رأس بيضاء، وهن يراقبن مجموعة من الرجال مع الخيول والعربة أثناء استعدادهم لسحب قارب الصيد إلى الشاطئ. تم تمثيل الأشخاص ببضع ضربات فرشاة بسيطة، بينما رُسمت الأمواج السميكة مباشرة من أنبوب الطلاء.
تبلغ أبعاد اللوحة 34.5 × 51 سنتيمترًا (13.6 × 20.1 بوصة). وقد تم فهرستها برقم "F4" في كتاب أعمال فنسنت فان جوخ لجاكوب بارت دي لا فاي عام 1928، وبرقم "JH187" في كتاب فان جوخ الكامل ليان هولسكر عام 1978.
تم الاحتفاظ باللوحة في منزل عائلة فان جوخ في بريدا، لكنها تُركت مع العديد من الأعمال المبكرة الأخرى في العلية عندما انتقلت العائلة في عام 1886. وقد حصل عليها نجار يُدعى أدريانوس شراوين، ثم بيعت ضمن مجموعة من الأشياء التي اعتُبرت "غير ذات قيمة" للتاجر جي. سي. كوفرير في عام 1902، قبل أن تصل إلى معرض كونتززالن أولدينزيل في روتردام.
في عام 1903، اشتراها مستورد التبغ جيرلاش ريبيوس بيليتييه بمبلغ قياسي قدره 2,500 فلورين هولندي، في وقت كانت تُباع فيه أعمال فان جوخ الأخرى بأقل من 1,000 فلورين. ورثت اللوحة ابنته ليزبيث ريبيوس بيليتييه، التي تبرعت بها إلى الدولة الهولندية عند وفاتها عام 1989.

## روابط خارجية
- منظر للبحر في شيفينينجن نسخة محفوظة 24 February 2017 على موقع واي باك مشين. متحف فان جوخ
- رسالة إلى ثيو فان جوخ. لاهاي، السبت 26 أغسطس 1882. رسائل فان جوخ
- مراجعة الطلائع والأنصار ، فريد أورتون ، جريزيلدا بولوك ، ص. 14
- عواطف فينسنت فان جوخ ، ب. إيون موتشلر، ص. 45
- عودة لوحات فان جوخ المسروقة إلى العرض بعد سنوات من اختفائها في عالم الجريمة ، بي بي سي نيوز، 21 مارس 2017